# Stefan Sagmeister
Stefan Sagmeister, né le 6 août 1962 à Bregenz en Autriche, est un designer graphique et typographe. Il est considéré comme l'un des designers marquant du début du XXIe siècle. Il a travaillé pour HBO, The Rolling Stones, le musée Guggenheim, Time Warner, David Byrne ou encore Lou Reed.

## Biographie
En 1981, Stefan Sagmeister quitte le domicile familial (ses parents tiennent un magasin de prêt-à-porter) et s'installe à Vienne. Accepté à sa deuxième tentative, il étudie le design graphique à l'Université des Arts appliqués de Vienne. Quatre ans plus tard, il est diplômé avec la plus haute mention et reçoit un prix de 1 000 $ de la ville de Vienne. Il part à New York en 1987 avec une bourse d'études Fulbright en poche et étudie à l'Institut Pratt. Obligé de revenir en Autriche pour faire son service militaire en 1990, il crée à la même période les affiches pour le Festival de jazz Nickelsdorf.
L'année 1991 est celle de son départ pour Hong Kong où il décroche un emploi en tant que typographe dans l'agence de communication Léo Burnett Hong Kong Design Group. Un an plus tard il crée une polémique avec l'affiche ""Bum-Bearing 4 AS"".
Il retourne à New York en 1993 où Tibor Kalman le parraine pour l'obtention de sa carte verte et l'embauche dans son studio, M&CO. Six mois plus tard, Kalman ferme le studio. Stefan Sagmeister en profite alors pour ouvrir un studio à son nom dans le but de faire du design pour les groupes musicaux qu'il apprécie en se payant le luxe de choisir ses clients. Il y emploie le designer Hjalti Karlsson.
Alors qu'aucun label ne semble être intéressé par son travail, il saisit l'occasion de concevoir la jaquette de H.P Zinker pour l'album Mountains of Madness. Là où ses contemporains ne trouvent pas d'intérêt au support CD, Sagmeister voit le potentiel d'excitation qu'il peut créer chez le consommateur. Avec la jaquette de cet album, il remportera la première de ses quatre nominations aux Grammy Awards.
En 1995 il collabore avec David Byrne pour la compilation Afropea puis avec Lou Reed en 1996 pour la fameuse pochette de Set the Twilight Reeling. Il commence cette même année une série d'affiches (une par an pendant trois ans) pour l'organisation de designers professionnels américains AIGA, allant jusqu'à se graver au cutter les éléments de la dernière affiche (il expliquera plus tard qu'il souhaitait exprimer ainsi la douleur que ressent chaque créatif en " accouchant d'un projet "). Un an plus tard, il retravaille avec David Byrne et enchaîne avec le Bridges to Babylon des Rolling Stones.
Il a rejoint un groupe anti-guerre en Irak, accompagné de cinq cents artistes et personnalités.
En 2003 après une année sabbatique et une monographie (Made you look), il conçoit le graphisme de l'album Once in a Lifetime pour le groupe Talking Heads.
L'année suivante, invité à Berlin il dévoile Trying to look good limits my life, séries d'affiches sur sa situation, son travail et le graphisme en général.
En 2007 il refusa de concevoir une affiche pour la campagne présidentielle de Barack Obama.
Au mois de juin 2008, l'école internationale de design de Cologne lui attribue le prix Thumper.
Il a reçu un second Grammy Award pour son design de l'album de David Byrne et Brian Eno ainsi que les 50 000 € du prix Lucky Strike au cours de l'année 2010.
Il a exposé ses travaux à Zurich, Vienne, New York, Paris, Berlin, Osaka, Prague, Cologne, Séoul et à Lausanne. Il enseigna dans le département d'études supérieures de la School of Visual Arts à New York et fut nommé à la chaire Frank Stanton à la Cooper Union, aussi à New York.

## Particularités
Le travail de Stefan Sagmeister est en lien avec sa personnalité originale, celui-ci fait en effet souvent preuve d'une touche d'humour dans ses travaux et conférences.
Il est aussi remarquable que bon nombre de ses travaux ne sont pas produits par ordinateur et que ceux-ci prennent parfois la forme de happenings urbains (comme "everybody always think they are right").
Il choisit de prendre une année sabbatique tous les sept ans, afin de développer des travaux personnels et de rafraîchir ses sources d'inspiration .
Cependant, dès 2011, il a décidé de prendre, tous les ans, trois mois sabbatiques (de janvier à mars) plutôt que d'attendre à nouveau sept ans pour le faire.

## Œuvres
- Things I Have Learned in My Life So Far par Stefan Sagmeister, New York, 2007
- Douglas Gordon Box, Deutsche Guggenheim, Berlin, 2005
- Box set Once in A Lifetime pour les Talking Heads, 2005
- My Life (Trying to Look Good Limits My Life, 2004
- Sagmeister on A Binge(« Sagmeister fait la noce »), 2003
- Affiche de l’exposition Handarbeit (« Fait main ») au Musée du design de Zurich, Suisse 2003
- Affiche de la conférence « Style = Fart » (« style = pet ») par Stefan Sagmeister, 1999
- Poster pour la conférence de l'American Institute of Graphic Arts (en) (AIGA) à Cranbrook dans le Michigan, 1999
- Visuel de l'album des Rolling Stones Bridges to Babylon, 1997
- Visuel de l'album de David Byrne Feeling 1997
- AIGA New Orleans, affiche des rencontres AIGA, 1997
- Visuel de l'album de Lou Reed Set the Twilight Reeling, collection d’affiches contemporaines, 1996
- Visuel de l'album de Skeleton Key (en) Fantastic Spikes Through Balloons, 1996

## Livres
- Things I Have Learned in My Life So Far, Harry N Abrams, 2009
- Sagmeister: Made You Look, Harry N Abrams, annotated edition, 2009
- How to be a Graphic Designer: Without Losing Your Soul, Laurence King, 2005
- Sagmeister: Made You Look: Another Self-indulgent Design Monograph, Booth-Clibborn, 2004
- Handarbeit, Verlag der Buchhandlung Walther Konig, 2002

## Expositions
- 2013 : Grand-Hornu (Belgique)[5]
- 2013 : The Happy Show (La Gaîté lyrique, France)[6]
- 2015 : The Happy Show (Austria, MAK)
- 2018 : SAGMEISTER & WALSH: Beauty (Austria, MAK)

## Films
- 2016 : The Happy Film [7]